# Cristóbal López Romero
Cristóbal López Romero (sinh 1952) là một Hồng y người Tây Ban Nha của Giáo hội Công giáo Rôma. Ông hiện đảm nhận vai trò Tổng giám mục Tổng giáo phận Rabat và giám quản Tông Tòa Tổng giáo phận Tanger, là hai giáo phận duy nhất của Giáo hội Công giáo tại Ma Rốc.

## Tu học
López sinh ngày 19 tháng 5 năm 1952 tại Vélez-Rubio, thuộc Giáo phận Almería, Tây Ban Nha. Năm 12 tuổi, ông gia nhập dòng Salêding Don Bosco. Sau khi hoàn thành chương trình học tại Chủng viện dòng Saledieng tại Gerona, ông nhập học tại Chủng viện Salesian tại Barcelona. Tại chủng viện này, chủng sinh López học các phân môn Triết và Thần học trong khoảng thời gian từ năm 1973 đến khi tốt nghiệp năm 1979. Ông tốt nghiệp các văn bằng về Khoa học Thông tin, Báo chí, tính đến năm 1982.
Cristóbal López Romero khấn lần đầu vào dòng vào ngày 16 tháng 8 năm 1968 và khấn trọn vào ngày 2 tháng 8 năm 1974.

## Thời kỳ linh mục
Sau khi gia nhập dòng 5 năm, ông được thụ phong linh mục vào ngày 19 tháng 5 năm 1979.
Sau khi được phong chức linh mục, López lần lượt giữ các chức vụ khác nhau: Quản nhiệm Nhóm những người bên lề xã hội tại quận La Verneda, Barcelona. Sau đó, ông đảm trách phân nhóm Thanh niên tại Đại học Dòng Salesdieng tại Asunción (Paraguay). Từ năm 1986 đến năm 1992, ông là đại biểu cấp tỉnh thuộc bộ phận dạy nghề cho thanh niên tại Asunción và đảm trách chức vu Giám đốc Bản tin Dòng Saledieng ở Asunción trong thời gian ngắn từ năm 1991 đến năm 1992.
Trở về với các việc mục vụ giáo xứ, từ năm 1992, López đảm nhận vai trò linh mục chính xứ tại Asunción cho đến năm 1994, đảm nhận chức Bề Trên Tỉnh dòng Saledieng Donbosco của Paraguay ttừ năm 1994 đến năm 2000. Sau khi rời khỏi chức Bề Trên tỉnh dòng, ông đảm nhận vai trò Quản lý Mục vụ Cộng đồng và giáo viên tại Đại học Asunción cho đến năm 2002. Thời gian từ năm 2002 đến 2002, ông đảm trách bộ phận truyền giáo tại Paraguay, sau đó lại trở về cương vị Quản lý Cộng đồng, chăm sóc mục vụ giáo xứ và giáo dục tại trung tâm đào tạo nghề ở Kénitra, Ma Rốc.
Từ năm 2011 đến năm 2014, ông đảm nhận vai trò Bề Trên Tỉnh dòng Saledieng tại Bolivia sau đó trở thành bề trên tỉnh dòng Saledieng María Auxiliadora ở Tây Ban Nha.

## Tổng giám mục, thăng Hồng y
Vào ngày 29 tháng 12 năm 2017, Giáo hoàng Phanxicô bổ nhiệm linh mục Cristóbal López Romero làm Tổng Giám mục của Tổng giáo phận Rabat. Lễ tấn phong cho tân Tổng giám mục được cử hành sau đó vào nàgy 10 tháng 3 năm 2018, với phần nghi thức chủ sự bởi chủ phong bởi Hồng y Juan José Omella Omella, Tổng giám mục Tổng giáo phận Barcelona với hai vị phụ phong gồm Hồng y Carlos Amigo Vallejo, O.F.M., Nguyên tổng giám mục Tổng giáo phận Sevilla và Tổng giám mục Vito Rallo, Sứ thần Tòa Thánh tại Ma Rốc.
Ngày 29 tháng 5 năm 2019, Tổng giám mục Cristóbal López Romero được bổ nhiệm kiêm chức vụ Giám quản Tông Tòa Tổng giáo phận Tanger, Ma Rốc.
Ngày 1 tháng 9 năm 2019, giáo hoàng Phanxicô công bố quyết định vinh thăng Tổng giám mục Cristóbal López Romero tước vị Hồng y của Giáo hội Công giáo. Lễ nhận tước vị chính thức được tổ chức sau đó vào ngày 5 tháng 10 cùng năm.